# Tampingan (Tegalrejo)
Tampingan is een bestuurslaag in het regentschap Magelang van de provincie Midden-Java, Indonesië. Tampingan telt 3544 inwoners (volkstelling 2010).